# Stausee Gibidum
Der Gibidum, auch Gebidem, ist ein Stausee im Kanton Wallis, der sich oberhalb der Massaschlucht befindet. Die in der Kraftwerkszentrale in Bitsch erzeugte Energie wird hauptsächlich genutzt, um Wasser in den Lac des Dix zu pumpen.
Der Stausee Gibidum ist nicht mit dem Gibidumsee oberhalb von Visperterminen im Mattertal zu verwechseln.

## Geschichte
Im Jahre 1957 wurde mit Kapital der Société Générale pour l’Industrie (SGI) aus Genf die Electra-Massa SA mit 40 Mio. Franken Aktienkapital gegründet, an der Kraftwerksgesellschaften, die SBB und die Industriewerke Basel (IWB) beteiligt waren. Ziel war der Bau der ersten Etappe einer Grossanlage zur Ausnutzung der Wasserkräfte im Goms, dem obersten Teil des Oberwallis. Der Kopfspeicher wäre ein Stausee mit 100 Mio. m³ bei Gletsch gewesen.
1961 erstellte die Elektra-Masse eine 2340 m lange Werkseilbahn, mit der von Blatten bei Naters das obere Ende des künftigen Stausees erreicht werden konnte.
Ab 1964 begannen die Vorbereitungen für den Bau der Staumauer Gebidem, offizieller Baubeginn war 1966, fertiggestellt wurde sie 1967. Die gesamte Kraftwerksanlage wurde 1969 in Betrieb genommen, wobei vorerst nur zwei Peltonturbinen mit einer Leistung von je 100 MW installiert waren, die dritte Turbinengrube blieb vorerst noch leer. Die Baukosten des gesamten Kraftwerks betrugen 148 Mio. Franken.
Bei einem Umbau 1980 wurde eine zusätzliche Peltonturbine von 140 MW eingebaut, so dass die gesamte Turbinenleistung der Anlage auf 340 MW stieg.
2018 waren an der Electra-Massa mit noch 20 Mio. Franken Aktienkapital die folgenden Gesellschaften beteiligt:
- Alpiq Suisse (23,03 %)
- BKW Energie (16,12 %)
- Industriewerke Basel (IWB) 14 %
- Axpo Power (13,81 %)
- Alpiq (11,52 %)
- Groupe E (10 %) – ein Zusammenschluss der Elektrizitätswerke von Neuenburg und Freiburg.

## Technik
Ungewöhnlicherweise ist die Hauptbetriebszeit dieses Speicherkraftwerkes im Sommer, wo das Wasser von der Schneeschmelze im Einzugsgebiet täglich verarbeitet werden muss und 97 % der Jahresproduktion erbracht wird. Im Winter läuft die Anlage nur zur Abdeckung von Lastspitzen. Trotzdem ist die Zentrale in Bitsch hinter der Zentrale Bieudron der Cleuson-Dixence SA und der Zentrale Riddes, die mit Wasser aus dem Lac de Mauvoisin betrieben wird, die Zentrale mit der höchsten Jahresproduktion.

### Stausee
Der Stausee hat eine Fläche von 21 Hektaren und gemessen an der Grösse eine enorme maximale Tiefe von 104 Metern. Er wird vom grössten Gletscher der Alpen, dem Aletschgletscher, gespeist. Die Kraftwerkszentrale ist in Bitsch.
Eine Besonderheit des Stausees ist, dass 65 % seines Einzugsgebietes vergletschert sind. Dies führt zu einer hohen Belastung mit Geschiebe, das zu starken Abrasionen an den Turbinenrädern des Kraftwerks führt.
Der Stausee muss deshalb jährlich gespült werden, wozu die Produktion des Kraftwerkes zwei bis drei Tage unterbrochen wird und etwa 400'000 m³ Wasser aus dem Stausee benötigt werden. Das Geschiebe wird durch Öffnen des Grundablasses der Staumauer entfernt. 1996 wurde die Wasserfassung erhöht, um die Belastung des Triebwassers mit Sand zu verringern.

### Kraftwerk
In der Kavernenzentrale sind drei vertikal angeordnete Peltonturbinen installiert. Die beiden vierdüsigen 100-MW-Turbinen waren bereits bei der Eröffnung vorhanden, die 140-MW-Turbine folgte beim Umbau 1980.
Die Daten der Anlage von 1980:
- Turbinen Leistung: 2 × 100 MW + 1 × 140 MW = 340 MW
- Wirkungsgrad (elektrische Leistung / mechanische Leistung): 97 %
- Mittlere Jahresproduktion: 564 GWh

Quelle: Bundesamt für Energie (BFE)
| Zentrale | Lage            | Gemeindegebiet | Inbetriebnahme | Maschinenhaus [m. ü. M.] | el. Leistung in MW | Turbinen                    | Maximale Rohfallhöhe in m | Ausbaudurchfluss in m³/s |
| -------- | --------------- | -------------- | -------------- | ------------------------ | ------------------ | --------------------------- | ------------------------- | ------------------------ |
| Bitsch   | 644103 / 131395 | Bitsch VS      | 1969           | 701                      | 331                | 3 vertikale Pelton-Turbinen | 753                       | 55                       |

## Lagekarte

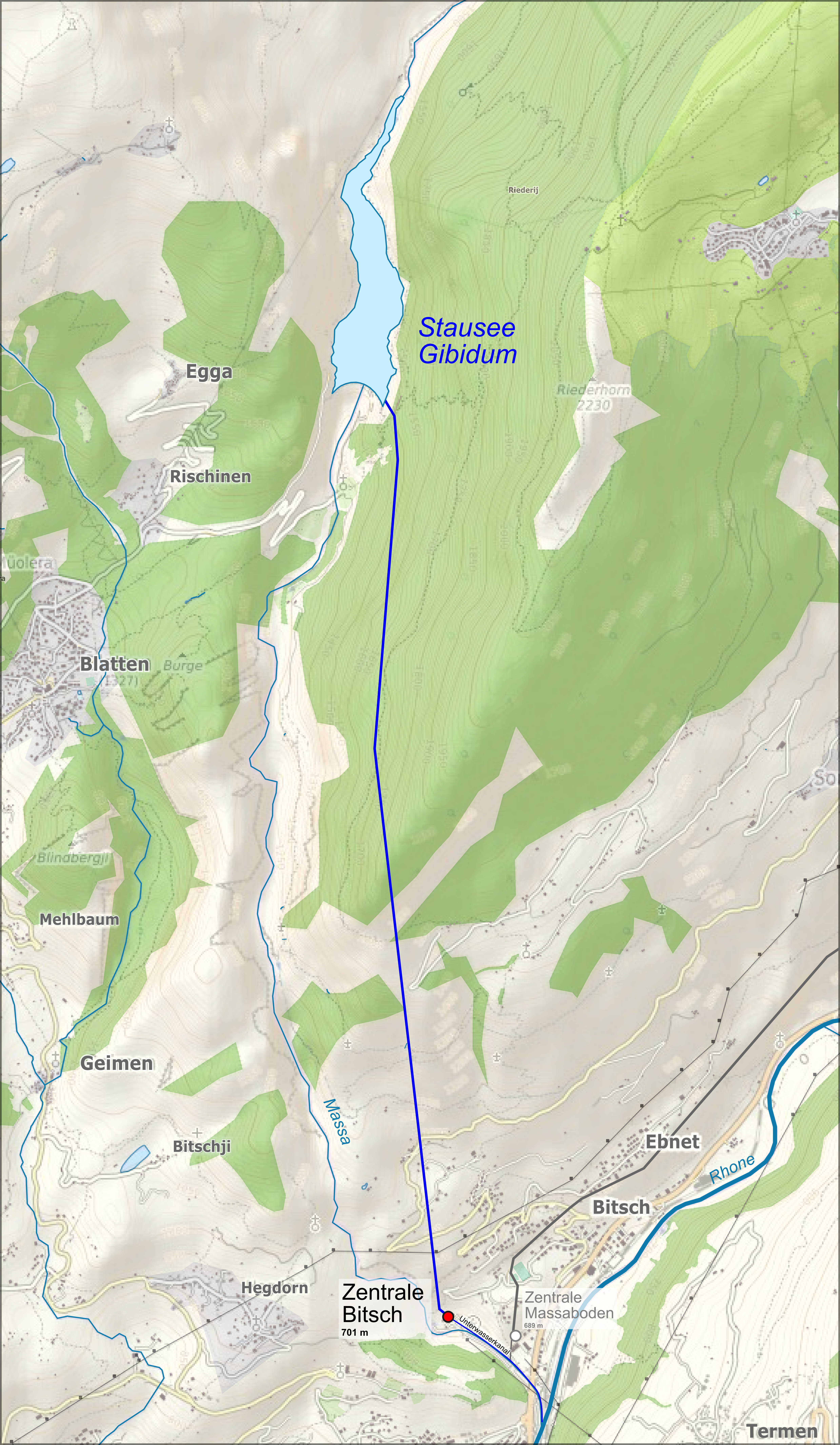
Kraftwerk Electra-Massa